# Provincia di Varese (Lombardia austriaca)
La provincia di Varese (nel suo primo anno provincia di Gallarate) era una provincia della Lombardia austriaca, esistita dal 1786 al 1791.
Il rango di capoluogo affidato a Varese fu il primo della storia.

## Storia
La provincia fu creata nel 1786 all'atto della suddivisione della Lombardia austriaca in 8 province, create nel clima delle riforme giuseppine.
Il territorio della provincia fu ottenuto da uno scorporo dal vecchio Ducato di Milano.
La riforma, che andava a intaccare una situazione cristallizzata da secoli, fu tuttavia annullata dal nuovo imperatore Leopoldo II, fratello del precedente, nel 1791.

### Suddivisione amministrativa all'atto dell'istituzione (1786)
- pieve di Angera[5]
  - Angera, Barzola, Capronno, Cheglio, Ispra con Cassina d'Inquassi, Lentate, Lisanza, Mercallo, Oriano con Oneda, Ranco con Uppone, Sesto Calende con Coquo, Taino
- pieve di Appiano[6]
  - Appiano, Beregazzo con Figliaro, Binago, Bulgaro Grasso, Carbonate, Cassina Ferrara, Castelnovo, Cirimido, Fenegrò, Gerenzano, Guanzate, Limido con Cassina Restelli, Locate, Lomazzo, Lurago Marinone, Lurate Abate con Caccivio, Mozzate, Oltrona, Rovello, San Bartolomeo con Cassina Fontana, Turate, Veniano Superiore ed Inferiore
- pieve di Arcisate[7]
  - Arcisate, Besano, Bisusco, Brenno, Cazzone con Licurno, Clivio, Cuasso al Monte e al Piano, Induno con Frascarolo, Porto, Saltrio, Viggiù, Valganna
- pieve di Brebbia[8]
  - Bardello, Barza con Monteggia, Besozzo, Biandrone, Bogno, Bregano, Cadrezzate, Cardana, Cazzago, Comabbio, Comerio, Coquio con Sant'Andrea, Gavirate con Fignano, Malgesso, Monate, Monvalle con Turro, Olginasio, Osmate, Ternate con San Sepolcro, Travedona, Trevissago, Varano, Voltorre
- pieve di Castelseprio[9]
  - Abbiate Guazzone, Carnago, Caronno Corbellaro, Caronno Ghiringhello, Castel-Seprio con Vicoseprio, Castiglione, Castronno, Gornate Inferiore, Gornate Superiore, Lonate Ceppino, Lozza, Morazzone, Rovate, San Giovanni (?), Torba, Tradate, Vedano, Venegono Inferiore, Venegono Superiore
- pieve di Dairago[10]
  - Arconate, Bienate, Borsano, Buscate, Busto Garolfo, Castano, Cuggiono Maggiore, Cuggiono Minore, Dairago, Furato, Induno, Inveruno, Lonate Pozzolo, Magnago, Malvaglio, Nosate, Robecchetto, Sant'Antonino, Tornavento, Turbigo, Vanzaghello, Villa Cortese
- pieve di Gallarate[11]
  - Albizzate, Arnate, Besnate, Bolladello, Busto Arsizio, Cajello, Cardano, Cassano Magnago, Cassina Verghera, Cedrate, Crenna, Ferno, Gallarate, Jerago, Oggiona con Santo Stefano, Orago con Cavaria, Peveranza, Premezzo, Samarate con Costa, Solbiate
- pieve di Leggiuno[12]
  - Arolo, Bosco con Marzano, Chirate e Ballarate, Celina, Cerro con Ceresolo, Laveno, Leggiuno, Mombello, San Giano
- pieve di Olgiate Olona[13]
  - Cairate, Cassina Massina, Castegnate, Castellanza, Cislago, Fagnano con Bergoro, Gorla Maggiore, Gorla Minore, Legnano con Legnanello, Marnate, Nizzolina, Olgiate Olona, Prospiano, Rescalda, Rescaldina con Ravello, Sacconago con Cassina di Borghetto, Solbiate Olona
- pieve di Somma[14]
  - Albusciago, Arsago, Caidate, Casale con Bernate Inarzo e Tordera, Casorate, Castel-Novate, Cimbro, Corgeno, Crugnola, Cuvirone, Gola Secca, Menzago, Mezzana, Montonate, Mornago, Quinzano, San Pancrazio, Sesona, Somma con Cassina Coarezza, Sumirago, Vergiate, Villa Dosia, Vinago, Vizzola
- pieve di Val Cuvia[15]
  - Arcumeggia, Azzio, Bedero, Brenta, Brinzio, Cabiaglio, Caravate con Ronco, Casal Zuigno, Cassano, Cavona, Cittiglio, Cueglio, Cuvio con Comaccio, Duno, Ferrera, Gemonio, Masciago, Orino, Rancio con Cantevra, Vararo, Vergobbio
- pieve di Val Travaglia[16]
  - Agra con Colmegna e Cassina Casneda, Arbizio, Ardena, Armio, Bedero con Brezzo, Biegno, Bosco, Brisciago, Brusimpiano, Campagnano, Castello con Caldé, Cossano, Cremenaga, Cugliate, Cunardo, Curiglia, Dumenza, Fabiasco, Garabiolo, Germignaga, Graglio con Cadero, Grantola, Lavena, Lozzo, Luvino, Maccagno Superiore, Marchirolo, Marzio, Mesenzana, Montegrino, Monte Viasco, Muceno con Ticinallo, Musadino con Ligurno, Musignano, Pino, Porto, Roggiano, Runo con Stivigliano, Tronzano con Bassano, Veccana, Viconago, Voldomino con Biviglione
- pieve di Varese[17]
  - Azzate, Barasso, Bizzozero, Bobbiate, Bodio, Brunello, Buguggiate, Capo di Lago, Casciago, Crosio della Valle, Daverio con Dobbiate, Gagliate, Gazzada, Gurone, Lissago con Calcinate degli Orrigoni, Lomnago, Luinate, Malnate con San Salvadore e Monte Morone, Masnago, Morosolo con Mostonate e Calcinate del Pesce, Oltrona con Groppello, Sant'Ambrogio, Santa Maria del Monte, Schiano, Varese con le sue castellanze di Biumo Superiore ed Inferiore, Casbeno, Cartabia, Gubiano e Bosto e con la Cassina Mentasti, Velate con Cassina Rasa e Fogliaro

### Restaurazione del 1791
L'imperatore Leopoldo II annullò la riforma il 24 gennaio 1791, sia a livello istituzionale che territoriale. Le 13 pievi varesotte tornarono alla provincia di Milano a cui nella storia erano sempre appartenute. Le guerre napoleoniche ribaltarono tuttavia la situazione solo sei anni dopo creando il dipartimento del Verbano.